# Wurfrahmen 40

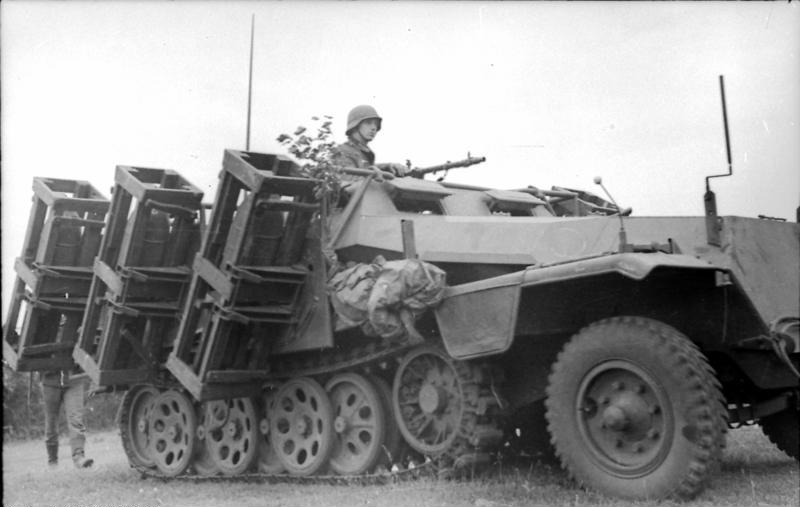
SdKfz 251 med Wurfrahmen 40 tillhörande 24. Panzer-Division

Wurfrahmen 40 var ett tyskt raketartilleri under andra världskriget. Eldkraften var imponerade även om inte precisionen var så stor. Inriktning mot ett mål skedde nämligen genom att ställa fordonet i eldriktningen. Wurfrahmen 40 användes ofta vid gatustrider och som husdemolerare. På ett SdKfz 251 chassi, en lastbil med larvband bak och vanliga hjul fram, placerades sex raketramper. De raketer som användes var 300 mm Wurf-Körper 42 Spreng, 280 mm Wurf-Körper-Spreng eller 320 mm Wurf-Körper Flamm. Vapnet fick propagandanamnet Stuka zu Fuss (Stuka till fots) eftersom eldkraften sades vara nästan lika effektiv som den störtbombaren Stuka hade. Med 300 mm Wurf-Körper 42 Spreng-raketer var räckvidden 4 550 meter. De 125,7 kg tunga och 1,25 meter långa raketerna hade en avfyrningshastighet på 230 meter per sekund (828 km/tim).